# Capitanes de Arecibo
Les Capitanes de Arecibo, est un club portoricain de basket-ball basé à Arecibo. Le club appartient à la BSN soit le plus haut niveau du championnat portoricain. En 2010, l'équipe joue en PBL sous le nom de Capitanes de Puerto Rico. L'équipe commence à jouer dans le championnat portoricain en 1946. Les matches à domicile ont lieu au Manuel Iguina Coliseum que l'équipe partage avec l'équipe masculine de volley-ball des Capitanes de Arecibo.
L'équipe a remporté sept championnats du Porto Rico (1959, 2005, 2008, 2010, 2011, 2016 et 2018) et a disputé 16 finales en tout, se classant 11 fois finaliste (1932, 1946, 1948, 1961, 1966, 1992, 2007, 2012, 2014, 2015, 2017). Capitanes est a seule équipe à avoir participé à toutes les éditions de la FIBA Americas League, en ayant participé au Final Four deux fois (2e en 2010 et 3e en 2013).

## Bilan sportif

### Palmarès
- Championnat du Porto Rico :
  - 7x champion : 1959, 2005, 2008, 2010, 2011, 2016, 2018
  - 11x vice-champion : 1932, 1946, 1948, 1961, 1966, 1992, 2007, 2012, 2014, 2015, 2017
- 6x Vainqueur de la Copa Supermercados Hatillo Kash & Karry : 2009, 2010, 2011, 2012, 2014, 2015
- Vainqueur de la Copa Iván ‘Cano’ Jirau : 2018

## Joueurs et personnalités du club

### Entraîneurs
- Lou Rossini
- Carlos Mario Rivera
- Pachy Cruz
- 2003 :  Manolo Cintrón
- 2011-2012 :  David Rosario
- ?-2015 :  Omar Gonzalez
- 2016- :  Rafael Cruz

### Joueurs marquants
- Elias Ayuso
- David Cortez
- Rafael "Pachy" Cruz
- Guillermo Diaz
- Ángel Figueroa
- Walter Hodge
- David Huertas
- Fufi Santori
- Rolando Frazer
- Renaldo Balkman
- Marcus Fizer
- Tony Massenburg
- D. J. Strawberry
- Bonzi Wells